# Bothriceps
Bothriceps is een geslacht van uitgestorven stereospondyle Temnospondyli uit het Vroeg-Trias van Tasmanië, Australië. Het is een lid van de infraorde Trematosauria en is de meest basale brachyopomorf die bekend is. Het is een van de weinige brachyopomorfen die buiten de superfamilie Brachyopoidea ligt, waartoe de families Brachyopidae en Chigutisauridae behoren. Het deelt verschillende overeenkomsten met de basale brachyopomorf Keratobrachyops en kan er nauw verwant of er zelfs synoniem mee zijn.

## Taxonomie
Het geslacht werd in 1859 benoemd door Thomas Henry Huxley met de beschrijving van zijn typesoort Bothriceps australis uit de Upper Parmeener Group uit het Vroeg-Trias van Tasmanië. Het werd oorspronkelijk toegewezen aan de familie Brachyopidae en werd pas in 2000 opnieuw toegewezen aan een meer basale positie, toen de clade Brachyopomorpha werd opgericht. Het geslacht Bothriceps omvatte ooit verschillende soorten, maar de enige soort die er nu aan is toegewezen, is de typesoort. Bothriceps major, benoemd in 1909, werd in 1998 opnieuw toegewezen aan de familie Rhytidosteidae als de typesoort van het geslacht Trucheosaurus. De brachyopide Platycepsion wilkinsoni (toen Platyceps wilkinsoni genoemd) werd in 1890 en in 1969 opnieuw toegewezen aan Bothriceps, maar werd in 1973 weer in het oorspronkelijke geslacht geplaatst.